# Авиация на Корпуса на морската пехота на САЩ
Авиацията на Корпуса на морската пехота на Съединените щати играе изключителна важна роля за вида въоръжени сили като цяло. Тя е единствената подобна формация в света, включващо реактивни бойни самолети в бойния си строй. Макар авиационните подразделения на Корпуса да са далеч по-малобройни от тези на ВВС на САЩ, ВМС на САЩ и Американската армия, то в световен мащаб той разполага с една от най-големите бойни авиациии, като по отношение на абсолютен брой бойни самолети и бойни вертолети превъзхожда въоръжените сили на страни като Бразилия, Турция, Великобритания, Франция, Германия.

## Подготовка на летателен състав
Подготовката на летателния състав на Корпуса на морската пехота е предопределена от две важни обстоятелства. От една страна оперативната доктрина на авиацията на Корпуса предвижда операции както от сухоземни бази, така и от палубите на кораби на ВМС и нужната за тях изключително специализирана подготовка се осъществява от учебните подразделения на авиацията на ВМС. От друга страна същата доктрина предвижда много по-тясна интеграция между сухопътните и авиационните подразделения на Корпуса в сравнение със съвместните операции между подразделения на Американската армия и авиационни части за непосредствена поддръжка на ВВС на САЩ например. По тази причина кандидатите за пилоти от Корпуса са произведени в офицерско звание и са преминали пълния курс от обучение в Академията на ВМС в Анаполис и Учебния център на Корпуса в Куонтико и са получили квалификацията „командир на пехотен взвод“. Така те имат дълбоко разбиране за операциите на наземните подразделения, които ще поддържат непосредствено от въздуха. След получаването на златните си криле (емблемата, свидетелстваща, че са квалифицирани пилоти), те продължават подготовката си вече в авиацията на Корпуса в специализирани авиоескадрили за оперативна подготовка на съответния тип летателен апарат, на който са разпределени да служат.

## Типове авиационни ескадрили
До скоро авиационните ескадрили на авиацията на Корпуса на морската пехота на Съединените американски щати влизат в две основни категории – самолетни и вертолетни. С масовото приемане на въоръжение на летателни апарати от типа MV-22B и безпилотни летателни апарати са добавени още две категории – конвертипланни и БЛА-ескадрили. Във всяка от категориите има строеви авиоескадрили и резервни авиоескадрили, натоварени с оперативното приучване на нови пилоти, преквалификацията на подготвени авиатори на нов за тях тип летателен апарат или поддържане на летателната квалификация на пилоти на Корпуса, преминали в резерва. Освен това има няколко специални ескадрили.
Системата за означаване на ескадрилите на КМП е единна със системата на флотската авиация. Ескадрилите са обозначени с комбинация от 3 до 5 букви, следвани от тире и три цифри (освен специалните ескадрили). Първата буква означава типа на летателните апарати (V за самолети, от френски „vol“ – полет, Н за вертолети, от „helicopter“). Втората буква винаги е М от Marine, означаваща Корпуса, тъй като системата за обозначение е обща за ескадрилите на ВМС и КМП. Така например VFA и VMFA са означения за ескадрили с изтребител-бомбардировачи F/A-18 Hornet, но първата ескадрила е флотска, а втората е ескадрила на Корпуса на морската пехота. По същия начин VAQ и VMAQ са означенията на ескадрилите със самолети за радио-електронна борба EA-6B съответно в авиацията на ВМС и КМП. Третата (и четвъртата) буква означава основното бойно предназначение на ескадрилата. Ако ескадрилата е учебно-тренировъчна, това се отбелязва с последна буква T (от Training) в означението. Така например VMFAT (Vol Marine Fighter Attack Training) e Самолетна изтребително бомбардировъчна тренировъчна ескадрила на морската пехота, a HMLA (Helicopter Marine Light/ Attack) e Вертолетна лека/ ударна ескадрила на морската пехота.

### Самолетни ескадрили

#### Изтребително-бомбардировъчни
Основната част от бойните самолетни ескадрили на Корпуса формират VMFA (VMFA – Vol Marine Fighter Attack – самолетна изтребително-бомбардировъчна на морската пехота). По щат те включват 12 едноместни самолета F/A-18C Hornet. Основните им задачи са:
- прехват и унищожаване на вражески въздушни цели в координация с наземни и въздушни пунктове за наблюдение и насочване при всякакви метеорологични условия
- удари по наземни и надводни цели с управляемо и неуправляемо въоръжение
- ескорт на приятелски самолети при всякакви метеорологични условия
- непосредствена авиационна огнева поддръжка на наземните ешелони във всякакви метеорологични условия
- способност за операции от самолетоносачи и авиобази за предно разполагане
- способност за операции с поддръжката на самолети цистерни за презареждане във въздуха
- войскови ремонт на самолетите на ескадрилата

#### Изтребително-бомбардировъчни (командни)
Изтребително-бомбардировъчните VMFA ескадрили са групирани заедно с VMFA (AW) ескадрили (VMFA (AW) – Vol Marine Fighter Attack (All-Weather) – самолетна изтребително-бомбардировъчна на морската пехота (във всякакви метеорологични условия). По щат те включват 12 двуместни самолета F/A-18D Hornet. Означението „във всякакви метеорологични условия“ идва от времето около Втората световна и Корейската война, когато част от изтребителните ескадрили на Корпуса са въоръжени с изтребители с радари, за действия в сложни метеорологични условия и нощем. С времето всички изтребители на Корпуса са снабдени с радари и това означение остава като свидетелство за самолети с по-съвършено радио-електронно оборудване. Ескадрилите са командни, защото операторът на електронното оборудване и въоръжението, който е втори член на екипажа може да управлява действията на другите самолети и БЛА в операцията. Основните им задачи са:
- непосредствена авиационна огнева поддръжка на наземните ешелони във всякакви метеорологични условия
- дълбока авиационна огнева поддръжка на наземните ешелони във всякакви метеорологични условия, включваща въоръжено разузнаване, целеуказване на други изтребители, радилокационно разузнаване и високоточни удари по силно-защитени цели в дълбочината на фронта.
- мулти-сензорно разузнаване преди (за подбор на целите) и след нанасяне (за оценка на щетите) на удари и визуално разузнаване от въздуха
- целеуказване, лазерен подсвет и координация на огъня на бойната авиация, полевата и корабната артилерия във всякакви метеорологични условия.
- прехват и унищожаване на вражески въздушни цели в координация с наземни и въздушни пунктове за наблюдение и насочване при всякакви метеорологични условия
- удари по наземни и надводни цели с управляемо и неуправляемо въоръжение
- ескорт на приятелски самолети при всякакви метеорологични условия
- непосредствена авиационна огнева поддръжка на наземните ешелони във всякакви метеорологични условия
- способност за операции от самолетоносачи и авиобази за предно разполагане
- способност за операции с поддръжката на самолети цистерни за презареждане във въздуха
- войскови ремонт на самолетите на ескадрилата

#### Ударни (щурмови)
Ударните (щурмовите) ескадрили (VMFA – Vol Marine Attack – самолетна ударна на морската пехота по щат включват 16 самолета AV-8B+ Harrier, щурмовици със съкратено/ вертикално излитане и кацане (СВИК). Тази тяхна способност ги прави особено ценни за предно разполагане на универсалните десантни кораби на Експедиционните части на морската пехота със способности за специални операции (Marine Expeditionary Units – Special Operations Capable MEU (SOC). Поради това ескадрилите имат два режима на работа. В първия случай всичките 16 самолета за заедно в базата си за поддръжка на оперативната подготовка или на мисия зад граница. Във втория случай 10 самолета са в базата си, а 6 са в преден оперативен отряд (detachment), прикрепен към MEU (SOC) и са на плаване в състава на Амфибийно ударно съединение. Основните им задачи са:
- непосредствена авиационна огнева поддръжка на наземните ешелони във всякакви метеорологични условия
- въоръжено разузнаване, изолиране от въздуха на района на бойните действия, удари по наземни цели с управляемо и неуправляемо въоръжение
- ограничена противо-въздушна отбрана предвид способностите на летателната техника
- удари по наземни и надводни цели с управляемо въоръжение при всякакви метеорологични условия при осигурен външен подсвет на целите
- въоръжен ескорт на приятелски вертолети
- способност за операции от самолетоносачи, универсални десантни кораби, други морски площадки и авиобази за предно разполагане
- способност за операции с поддръжката на самолети цистерни за презареждане във въздуха
- войскови ремонт на самолетите на ескадрилата

#### Тактически за радио-електронна борба/ подавяне
Тактическите за радио-електронна борба/ подавяне ескадрили (VMAQ – Vol Marine Attack Electronic) – самолетни за електронна атака на морската пехота, Q е означение за РЕБ/РЕП) са единствените за няколко години от този тип във въоръжените сили на САЩ, след разпускането на ескадрилите с подобни самолети на авиацията на ВМС и тези със самолети EF-111 на ВВС на САЩ. С приемането на въоръжение на EA-18G Growler в авиацията на ВМС Корпусът на морската пехота предвижда да снеме от въоръжение самолетите и вбъдеще функциите им да се поемат от специализиран вариант на F-35. По щат те включват 5 четириместни самолета EA-6B Prowler. Основните им задачи са:
- операции по въздушна радио-електронна борба и радио-електронно подавяне
- симулиране на въздушна радио-електронна борба и радио-електронно подавяне срещу приятелски подразделения
- радио-прехват и радио-техническо разузнаване
- способност за операции във всякакви метеорологични условия
- способност за операции от самолетоносачи и авиобази за предно разполагане
- способност за операции с поддръжката на самолети цистерни за презареждане във въздуха
- войскови ремонт на самолетите на ескадрилата

#### План за развитие на бойните самолетни ескадрили
Както се вижда авиацията на КМП на САЩ разполага с четири основни вида бойни ескадрили с доста различни функции и операции. Корпусът планира да ги унифицира в максимална степен в универсални бойни ескадрили. Стопроцентова унификация все пак е невъзможна. Причината за това е, че от една страна авиацията на Корпуса действа както от палубите на суперсамолетоносачи, така и от палубите на универсални десантни кораби. Поради недостиг на изтребителни авиоескадрили в съставите на палубните авиокрила на флотската авиация (на борда на самолетоносачите) между ВМС и КМП на САЩ има споразумение четири ескадрили с изтребител-бомбардировачи Хорнет влизат в състава на авиокрилата като съставен компонент. Първоначалните планове на Корпуса да приеме на въоръжение единствено варианта със съкратено/вертикално излитане и кацане (СВИК) F-35B правят това решение невъзможно за в бъдеще, защото този вариант е несъвместим за операции от самолетоносачи.
Така през 2011 г. Корпусът взема решение, съгласувано с ВМС на САЩ, да закупи 80 бройки F-35C за формирането на пет ескадрили, които да бъдат използвани от палубите на самолетоносачи. Първоначалните планове са за 16 машини по щат на ескадрила, от които 10 да са на плаване на борда на самолетоносач, а останалите шест да са в основната авиостанция за подготовка на пилоти и в готовност да попълнят загубата на оперативна машина. Тъй като в стратегически план ВМС на САЩ са разделени на Тихоокеански и Атлантически флот с лек превес на Тихоокеанския, се предполага, че ескадрилите ще бъдат разпределени в съотношение 3:2 между Тихоокеанското и Атлантическото крайбрежие. Към момента няма конкретна информация къде ще бъдат базирани, но тъй като ескадрилите VMFA (AW) и VMA започнаха превъоръжаването си със СВИК варианта F-35B, то палубните авионосни ескадрили най-вероятно ще бъдат базирани в АСКМП Иуакуни, Япония (една ескадрила за авиокрилото на самолетоносача на Седми американски флот, базиран в Япония), АСКМП Мирамар, Калифорния (две ескадрили) и АСКМП Бофърт, Южна Каролина (две ескадрили). Към началото на 2016 г. според разпространения през 2015 г. План за развитие на авиацията на Корпуса предполага, че палубните авионосни ескадрили ще са четири, базирани на Източното крайбрежие – в две ескадрили в Чери Пойнт и две в Бофърт. Конкретната информация за базирането на целия флот от изтребители F-35 (вариантите В и С) на авиацията на КМП е следната:
Планиран общ брой самолети: 353 F-35B и 67 F-35C разпределени в следните ескадрили:
- 9 ескадрили x 16 F-35B
- 5 ескадрили x 10 F-35B
- 4 ескадрили x 10 F-35C
- 2 ескадрили x 10 F-35B, попълнени с резервисти
- 2 ескадрили x 16 F-35B за обучение на пилоти и попълване на загубите (FRS – Fleet Replenishment Squadrons)

базирани в следните авиостанции на Корпуса на морската пехота на САЩ:
АСКМП Мирамар, Калифорния (60 самолета)
- 5 активни ескадрили с по 16 самолета
- 1 резервна ескадрила с 10 самолета

АСКМП Чери Пойнт, Северна Каролина (94 самолета)
- 4 активни ескадрили с по 16 самолета
- 2 активни ескадрили с по 10 самолета
- 1 резервна ескадрила с 10 самолета

АСКМП Иуакуни, Окинава (Япония) (16 самолета)
- 1 активна ескадрила с 16 самолета

АСКМП Бофърт, Южна Каролина (70 самолета)
- 2 активни ескадрили с по 10 самолета
- 2 ескадрили с по 25 самолета за подготовка на пилоти и попълване на загуби (FRS)

АСКМП Юма, Аризона (70 самолета)
- 4 активни ескадрили с по 16 самолета
- 1 ескадрила с 6 самолета за развитие на тактики и изпитания

Авиобаза на ВВС на САЩ Еглин, Флорида
- 1 ескадрила с 10 самолета за подготовка на пилоти, подчинена на авиацията на ВМС на САЩ

#### Транспорт и дозареждане с гориво във въздуха
Eскадрилите за транспорт и дозареждане с гориво във въздуха (VMGR – Vol Marine General support Refueling – самолетна за обща поддръжка и презареждане на морската пехота) по щат включват 12 самолета KC-130T/J Hercules. Това са многоцелеви самолети, които освен за въздушен транспорт, могат да бъдат използвани за презареждане с гориво във въздуха на самолетите и вертолетите на авиацията на Корпуса и на ВМС. Ескадрилите имат два режима на работа. В първия случай всичките 12 самолета са заедно в базата си за поддръжка на оперативната подготовка или на мисия зад граница. Във втория случай 6 самолета са в базата си, а 6 са в преден оперативен отряд (detachment). В някои случаи двойка самолети са прикрепен към MEU (SOC), но тъй като размерите им правят невъзможно базирането им на универсалните десантни кораби на Амфибийното ударно съединение, те го следват по суша, базирайки се на приятелски авиобази. Основните им задачи са:
- тактическо дозареждане с гориво във въздуха по време на операции
- дозареждане с гориво във въздуха на ескадрили, извършващи пребазиране
- въздушен транспорт и десантиране на пехотни подразделения
- въздушен команден пункт
- дозареждане с гориво на земята на предни авиоплощадки
- с оборудването на самолетите Super Hercules на Авиацията на Корпуса със системата Harvest-HAWK се добавя възможността да осигуряват огнева поддръжка и въздушно прикритие на наземните части (т.нар. „overwatch aircraft“)
- авиомедицинска евакуация
- операции във всякакви метеорологични условия
- операции от авиобази и авиоплощадки за предно разполагане
- операции без поддръжката на наземен въздушен контрол
- войскови ремонт на самолетите на ескадрилата

### Конвертипланни ескадрили
Конвертипланните ескадрили са нови подразделения за Корпуса, които заменят средните транспортно-десантни вертолети Sea Knight с машини от нов тип, съчетаващи по-големите скорост и полезен товар на самолет с възможността за вертикално излитане и кацане на вертолет.

#### Конвертипланни средни транспортно-десантни
Средните транспортни конвертипланни ескадрили (VMМ – Vol Marine Medium (tiltrotor) включват по щат 12 конвертиплана MV-22B Osprey, които заменят средните транспортни вертолети MH-46E Sea Knight. Това са многоцелеви десантно-транспортни машини с вертикално излитане и кацане. Ескадрилите формират основата на авиационния компонент на Експедиционните части на морската пехота със способности за специални операции (Marine Expeditionary Units – Special Operations Capable MEU (SOC). Основните им задачи са:
- десантиране на пехотни подразделения
- доставка на въоръжение, оборудване и запаси за десанта и авиомедицинска евакуация
- авиационна поддръжка на специални морски операции
- осигуряване на предни авиоплощадки за дозареждане с гориво и боеприпаси
- въздушен контрол и координация на въздушно-десантни операции
- възможност за самозащита от въздушни и наземни заплахи
- възможност за операции от универсални десантни кораби и предни площадки
- възможност за операции при всякакви метеорологични условия
- възможност за операции по търсене и спасяване и авиомедицинска евакуация в помощ на гражданските власти
- войскови ремонт на конвертипланите на ескадрилата

Освен това авиацията на Корпуса на Морската пехота експериментира с използването на MV-22B Osprey като платформа за презареждане с гориво във въздуха и планира да въведе агрегатите за тази мисия в редовна експлоатация след 2020 г., допълвайки в тази мисия самолетите KC-130J Super Hercules. Това е изключително важна способност, защото за пръв път тя ще позволи авиационните компоненти на Експедиционните части на морската пехота със способности за специални операции (Marine Expeditionary Units – Special Operations Capable MEU (SOC) да разполагат със собствени ресурси за презареждане с гориво във въздуха, базирани заедно с авиационния компонент. Сегашната ситуация налага самолетите-цистерни KC-130J да следват групировката от сухоземни авиобази, което невинаги е възможно по политически и технически причини. 

### Вертолетни ескадрили
Вертолетните ескадрили са изключително важен компонент за Корпуса. Те осъществяват въздушно-мобилните десантни операции на морската пехота.

#### Леки ударни вертолетни
Леките ударни вертолетни ескадрили на Корпуса на морската пехота (HMLA – Helicopter Marine Light/ Attack) осигуряват непосредствената авиационна огнева и лека въздушно-транспортна поддръжка на експедиционните наземни подразделения. По щат се предвижда ескадрилите да разполагат с 15 леки ударни вертолета AH-1Z Zulu Cobra и 12 леки многоцелеви UH-1Y Venom Huey. Ескадрилата може да действа като едно цяло или да бъде разделена на три звена (всяко с по 5 AH-1Z Zulu Cobra и 4 UH-1Y Venom Huey), от които да осигурява част от авиационния компонент на експедиционна част на морската пехота. Основните им задачи са:
- за AH-1Z:
  - Огнева поддръжка на десанта и огнево прикритие на фланговете и тила му
  - нанасяне на високоточни удари и борба с бронетанкова техника
  - борба с противникови вертолети
  - въоръжен ескорт, контрол и координиране на десанта
  - контрол, координиране и целеуказване на огъня на непосредствената авиоподдръжка, артилерията, минохвъргачните разчети и корабната артилерия
  - ограничена точкова ПВО срещу противникови самолети
  - въоръжено и визуално разузнаване от въздуха
  - въоръжен ескорт на силите за търсене и спасяване
  - възможност за самозащита от въздушни и наземни заплахи
  - операции от универсални десантни кораби, авиобази и авиоплощадки за предно разполагане
  - операции във всякакви метеорологични условия
  - войскови ремонт на самолетите на ескадрилата
- за UH-1Y:
  - изпълнение на ролята на въздушен команден пункт за командния елемент на съединението
  - разузнаване и целеуказване за ударните AH-1Z на ескадрилата
  - въоръжен ескорт, контрол и координиране на десанта
  - доставка на въоръжение, оборудване и запаси за десанта и авиомедицинска евакуация
  - възможност за операции по търсене и спасяване и авиомедицинска евакуация в помощ на гражданските власти
  - авиационна поддръжка на специални морски операции и операции по евакуация
  - контрол, координиране и целеуказване на огъня на непосредствената авиоподдръжка, артилерията, минохвъргачните разчети и корабната артилерия
  - огнева поддръжка и прикритие на силите охраняващи фланговете и тила на десанта
  - възможност за самозащита от въздушни и наземни заплахи
  - операции от универсални десантни кораби, авиобази и авиоплощадки за предно разполагане
  - операции във всякакви метеорологични условия
  - войскови ремонт на самолетите на ескадрилата

#### Тежки транспортно-десантни
Тежките транспортно-десантни вертолетни ескадрили на КМП (HMH – Helicopter Marine Heavy) включват по щат 16 вертолета CH-53E Super Stalion, които предстои да бъдат заменени с най-новата версия на вертолета CH-53K King Stalion. Това са многоцелеви десантно-транспортни машини. Предназначението им е предимно доставката на тежко въоръжение и оборудване за десанта (буксирни гаубици с техните разчети, електрически дизел-генератори, гориво на предни площадки за зареждане...). Ескадрилите могат да действат както като единно подразделение, така и да предоставят в подчинение на командирите на Експедиционните части на морската пехота експедиционни вертолетни звена от по 4 – 6 машини. Основните им задачи са:
- доставка на тежко въоръжение, оборудване и запаси за десанта и авиомедицинска евакуация
- десантиране на пехотни подразделения за подкрепление с втората вълна на десанта
- авиационна поддръжка на специални морски операции
- бойно търсене и спасяване
- осигуряване на предни авиоплощадки за дозареждане с гориво и боеприпаси
- въздушен контрол и координация на въздушно-десантни операции
- възможност за операции с голям радиус чрез дозареждане с гориво във въздуха
- възможност за самозащита от въздушни и наземни заплахи
- възможност за операции от универсални десантни кораби и предни площадки
- възможност за операции при всякакви метеорологични условия
- възможност за операции по търсене и спасяване и авиомедицинска евакуация в помощ на гражданските власти
- войскови ремонт на конвертипланите на ескадрилата

### Безпилотни авиоескадрили

#### Безпилотни авиоескадрили
Безпилотните авиационни ескадрили на Корпуса на морската пехота (VMU – Vol Marine Unmanned) използват няколко типа безпилотни летателни апарати за въздушно разузнаване и експериментално за радиоелектронна борба.
- въздушно разузнаване, наблюдение и целеуказване за
  - зони от интерес за командването на десантното съединение
  - операции по търсен и спасяване и бойно търсене и спасяване
  - зони за вертолетен десант
- въздушно разузнаване за подбор на целите и целеуказване на индиректния огън
- въздушно разузнаване за оценка на щетите от удари
- въздушно наблюдение в интерес на тила на десанта и свръзка с наземните и авиационните подразделения
- въздушно наблюдение в интерес на десанта
- войскови ремонт на летателните апарати на ескадрилата

### Специални авиоескадрили

#### Изтребителна тренировъчна авиоескадрила на морската пехота 401 (VMFT-401)
Изтребителната тренировъчна авиоескадрила на морската пехота 401 (Marine Fighter Training Squadron 401 „Snipers“ (VMFT-401) е създадена през 1986 г. в Авиостанция на Корпуса на морската пехота Юма, Аризона с цел да пресъздава тактиките на потенциалния противник. Първоначално е въоръжена с взети под наем израелски изтребители IAI Kfir C.2 (с американско означение F-21A Lion). През 1989 г. преминава на Northrop Grumann F-5E/F Tiger II, с които лети до момента.
401-ва авиоескадрила е „агресорска“ авиационна част, участваща в обучението по маневрен въздушен бой на изтребителните авиочасти на Корпуса, подобно на школата на ВМС известна като Топ Гън и школата на ВВС в Авиобаза Нелис, Невада. Основната задача на пилотите е да играят ролята на противник срещу строеви пилоти от Корпуса в т.нар. DACT – Dissimilar Air Combat Training, обучение за въздушен бой между различни типове самолети. Освен това пилотите от 401-ва ескадрила са изключително опитни и вземат участие и в приучването на нови пилоти на F/A-18 Hornet в ескадрила VMFAT-101 „Sharpshooters“, Авиостанция на КМП Мирамар, Калифорния.

#### Тренировъчна тактическа авиоескадрила на морската пехота 1 (MAWTS-1)
Тренировъчна тактическа авиоескадрила на морската пехота 1 (Marine Air Weapons Training Squadron 1 (MAWTS-1) e интегрирана учебна част на авиацията на Корпуса. Тя отговаря за обучението на строеви пилоти на нови тактики, развитието на тези тактики, както и изготвянето на учебна литература за бойно използване на авиацията на целия Корпус и представянето на Корпуса на научни конференции по въпросите на бойната авиация. Ескадрилата подготвя и пилоти-инструктори за Корпуса, както и наземни предни авионасочвачи. (Tactical Air Control Parties). Разположена е заедно с Изтребителната тренировъчна авиоескадрила 401 в Авиостанция на Корпуса на морската пехота Юма, Аризона. Основните ѝ задачи включват:
- изготвянето и провеждането на курсове по бойно използване на авиацията
- провеждането на курсове за подготовка на пилоти-инструктори
- агресорска авиационна част на общовойсковите учения на Корпуса
  - изготвяне, развитие и обучение на инструкторски програми за всички авиационни и свързани с авиацията подразделения
  - изготвяне, развитие и разпространение на учебни пособия за всички авиационни и свързани с авиацията подразделения
  - периодично посещение на всички авиационни подразделения на Корпуса за опреснителни курсове, споделяне на информация за нови тактики и оръжейни системи
  - оказване на методологична помощ при провеждането на курсове по бойно използване на авиацията
- каталогизиране на учебната програма на ескадрилата
- поддържанне на техническа база данни за авиацията на Корпуса
- представяне на Корпуса пред другите видове въоръжени сили по въпросите на авиацията и развитието на дългосрочни програми
- поддържане на връзка със строевите части за стандартизация на обучението

#### Оперативна оценъчно-изпитателна ескадрила на морската пехота 22 (VMX-22)
Оперативна оценъчно-изпитателна ескадрила на морската пехота 22 (Marine Operational Test and Evaluation Squadron Twenty-Two (VMX-22) „Argonauts“). През юни 2015 г. командването на авиоескадрилата е пребазирано в Авиостанция на КМП Юма, Аризона.
Ескадрилата е самостоятелна авиоескадрила на Корпуса на морската пехота, подчинена оперативно на Командващия оперативните изпитателни сили на Авиацията на ВМС на САЩ (COMOPTEVFOR) и на заместник-коменданта на Морската пехота по авиацията. Формирана е през 2003 г. с оглед изпитанията и интегрирането на системи и въоръжение на новопостъпващите типове летателна техника. Освен това ескадрилата участва в разработката на учебна литература за методологиката на бойно използване на авиационните типове, които изпитва. Обозначението ѝ с първа буква V е поради обстоятелството, че първоначалното ѝ предназначение е изпитания на конвертиплана V-22 Osprey, за чието въвеждане в експлоатация във въоръжените сили на САЩ Корпусът на морската пехота е водещ, но днес ескадрилата изпитва всякакви типове авиационна техника на Корпуса и в действителност най-сложната ѝ работа е свързана с единния изтребител F-35 Lightning III във варианта му със съкратено/ вертикално излитане и кацане, предназначен за авиацията на Корпуса, за Флотската авиация на Кралските ВМС на Обединеното кралство и за ВВС и ВМС на Италия.

#### Самолетна транспортна ескадрила на морската пехота 1 (VMR-1)
Самолетната транспортна ескадрила 1 (VMR – Vol Marine Rescue 1, оригиналното означение на ескадрилата е Спасителна, за разлика от буквата R в означението на строевите транспортни ескадрили, която е съкращение от Refueling – „дозареждане“) осигурява общ транспорт и авиотранспорт на ВИП персонал на Корпуса Авиоескадрилата е свързочна, разположена в Авиостанция на КМП Чери Пойнт, Северна Каролина, в близост до столицата и Главния щаб на Корпуса на морската пехота. Превозва персонал по целия свят, поради големите разстояния между базите на Корпуса. Освен това до 2015 г. ескадрилата поддържа готовност за търсене и спасяване на екипажи от авиостанцията, претърпели авария и оказване на авиомедицинска помощ на местното население с три вертолета HH-46D „Pedro“. С извеждането от въоръжение на типа спасителните задачи са поети от Авиацията на Бреговата охрана на САЩ.

#### Вертолетна транспортна ескадрила на морската пехота 1 (HMX-1)
Вертолетната транспортна ескадрила 1 (HMX – Helicopter Marine eXperimental – Експериментална вертолетна ескадрила на морската пехота според първоначалното си предназначение) е ескадрилата, осигуряваща вертолетния авиационен транспорт на Президента на Съединените американски щати. Разположена е в Авиационен обект на морската пехота Куонтико в една от основните бази на Корпуса на морската пехота в Куонтико, Вирджиния. Винаги, когато Президентът е извън Вашингтон в страната или на посещение в чужбина го следва двойка вертолети VH-60N White Hawk на борда на самолет C-17A Globemaster III на ВВС на САЩ. Като брой на летателните апарати и личния състав това е най-голямата вертолетна ескадрила в състава на Въоръжените сили на САЩ.